# چایا چویو (بولیوی-شیلی)
چایا چویو (به اسپانیایی: Ch'alla Qullu) یک کوه در بولیوی و شیلی است. چایا چویو ۴٬۳۴۵ متر بالاتر از سطح دریا واقع شده‌است.